# Sumir Daiqing
Sumir Daiqing , (en chinois: 苏密尔岱青), (aussi connu sous les noms de Songmu'er Taiji , (en chinois: 松木儿台吉) et de Sunmu'er Abuhai, (en chinois: 孙木儿阿不害)), (v.1555 - ap.1588), seigneur Bordjiguines des Toumètes du XVIe siècle, petit-fils d'Anda Khan et cinquième fils de Xinai Huang Taiji.

## Biographie
Sumer Daiqing était en poste comme seigneur à Caharou'er (aujourd'hui Chahannao'er) au nord-ouest de Xuanfu (aujourd'hui comté de Xuanhua, province du Hebei) et à plus de 200 milles de la forteresse frontière de la dynastie Ming. En 1571, la Mongolie de droite et la dynastie Ming sont parvenues à un accord sur le tribut, le commerce mutuel et l'affaiblissement des emplois. La dynastie Ming a nommé Sumer Daiqing comme commandant. Le commerce avec la dynastie Ming avait lieu à Xinping Shikou et dans d'autres endroits de la province du Shanxi. Ses pâturages étaient frappés par la sécheresse, ses subordonnés étaient pauvres et d'autres seigneurs de Mongolie souffraient également de lui en tant que voleurs. En 1588, le troisième Dalaï Lama Sonam Gyatso est décédé en Mongolie. Son quatrième fils a été reconnu par la Gelugpa comme la réincarnation du Dalaï Lama et nommé Yonten Gyatso, le quatrième Dalaï Lama.

## Famille
Il a quatre fils :
1. Deligaier Taiji, est l'adjoint de Qianhu ;
2. Deliboher Taiji, est l'adjoint de Qianhu ;
3. Gekhaner Taiji, commandant d'un Ja'un (unité de 100) ;
4. Yonten Gyatso.